# Quartett (2012)
Quartett (Originaltitel: Quartet) ist ein britischer Spielfilm aus dem Jahr 2012, bei dem der Schauspieler Dustin Hoffman das erste Mal Regie führte. Geschildert wird, nach einem Theaterstück von Ronald Harwood, die Geschichte von alten Musikern, die ihr Altenheim durch eine Gala vor dem finanziellen Ruin retten. Der Film lief am 24. Januar 2013 in den deutschen Kinos an.

## Handlung
Cissy, Reg und Wilf sind pensionierte Opernsänger, die in Beecham House leben, einem privaten Altenheim für Profimusiker. Das Heim befindet sich in einem überaus großzügig angelegten englischen Landhaus mit weitem, gepflegtem Garten, einst als Sitz einer adeligen Familie gebaut. Jedes Jahr feiern die Bewohner den Geburtstag von Giuseppe Verdi mit einer öffentlichen Benefizgala. Kurz vor einer solchen Gala (sie ist diesmal besonders wichtig, weil ohne die Einnahmen der Fortbestand des Heims sehr unsicher wäre) zieht Jean Horton, einst gefeierter Opernstar, in das Heim. Ihr ehemaliger Ehemann Reg wusste nichts davon und ist erschüttert darüber, dass er mit dieser gescheiterten Beziehung noch einmal konfrontiert wird.
Die vier haben einst in der Oper auch das Quartett aus dem 3. Akt von Rigoletto gesungen, eine musikalische Sternstunde, die auf Tonträgern erhalten ist. Als der Plan aufkommt, dass die vier bei der Gala mit diesem Verdi-Werk gemeinsam auftreten sollen, weil dies zusätzliche Besucher anziehen würde, lehnt Jean vorerst grundsätzlich ab. Erst als man ihr suggeriert, falls sie nicht sänge, würde ihre einstige Rivalin Ann Langley den Schlussapplaus einheimsen, lässt sie sich umstimmen. Bis zur Gala gibt es aber noch manchen Zwischenfall und Streit, wobei alte Rivalitäten mit theatralischem Temperament ausgetragen werden. Bis kurz vor Schluss ist nicht klar, ob der Auftritt des Quartetts tatsächlich stattfinden wird.

## Kritiken
„Dustin Hoffman lässt den Darstellern viel Raum zur Entfaltung und erzählt wohltuend ruhig eine komödiantische Geschichte, die angenehm unterhält, dabei aber doch allzu oberflächlich über alle Konfliktpunkte und Probleme des Alters hinweghuscht.“

## Details
Die Aufnahmen erfolgten im Herbst 2011 in Hedsor House in Buckinghamshire. Der Film wurde im September 2012 bei einem Filmfestival in Toronto erstmals gezeigt und war seit dem 1. Januar 2013 in Großbritannien und seit dem 11. Januar 2013 in den USA zu sehen.
Der Film porträtiert einfühlsam die individuell schrulligen Senioren dieses Altersitzes und webt dabei geschickt und humorvoll die Aspekte des Alterns (Nicht-alt-Fühlen, Vergesslichkeit, geistige und körperliche Gebrechen, Tod) in die Handlung ein. Als „roter Faden“ ist der Film von dargestellter Musik (Musizieren, Schallplattenabspielung, Gesang, Musikunterricht) durchzogen, die die Heimbewohner – als ehemalige Sänger und Musiker – so nebenbei im Alltag und als Vorbereitung für die Gala produzieren.
Neben den hauptberuflichen Schauspielern wirkten auch hochkarätige Profimusiker als Darsteller mit, wie die weltweit gefeierte Sopranistin Dame Gwyneth Jones (als Ann Langley) oder der langjährige Soloklarinettist des BBC Symphony Orchestra, Colin Bradbury (als Olly Fisher).
Das Werk ähnelt sehr dem französischen Spielfilm Lebensabend von 1939.